# Kronoscorpio danielsi
Kronoscorpionidae, Kronoscorpio
Famille
Genre
Espèce
Synonymes
- Eoscorpius danielsi Petrunkevitch, 1913

Kronoscorpio danielsi, unique représentant du genre Kronoscorpio et de la famille des Kronoscorpionidae, est une espèce fossile de scorpions.

## Distribution
Cette espèce a été découverte à Mazon Creek en Illinois aux États-Unis. Elle date du Carbonifère.

## Systématique et taxinomie
Cette espèce a été décrite sous le protonyme Eoscorpius danielsi par Petrunkevitch en 1913. Elle est placée dans le genre Kronoscorpio par Kjellesvig-Waering en 1986.

## Étymologie
Cette espèce est nommée en l'honneur de Lorenzo Eugene Daniels.

## Publications originales
- Petrunkevitch, 1913 : « A monograph of the terrestrial Palaeozoic Arachnida of North America. » Transactions of the Connecticut Academy of Arts and Sciences, vol. 18, p. 1-137 (texte intégral).
- Kjellesvig-Waering, 1986 : « A restudy of the fossil Scorpionida of the world. » Palaeontographica Americana, vol. 55, p. 5-287.